# Silverton (Zuid-Afrika)
Silverton is een voorstad ten oosten van Pretoria in de Zuid-Afrikaanse provincie Gauteng. Silverton bestaat voornamelijk uit industriegebied en bedrijventerreinen.

## Geschiedenis
Dawid Botha, een boer uit de Kaapkolonie, was rond 1848 een van de eerste Europeanen die zich vestigde in het gebied dat we nu kennen als Silverton. De grond werd verkocht aan de Duitse immigrant Hans Mundt in 1974, die er een rustplek bouwde voor reizigers, aangezien de plek gelegen was op de hoofdroute naar Pelgrimsrust, waar goudkoorts heerste. Rond 1900 werd er zilver ontdekt, en een deel van de plaats werd opgekocht door de Silver Mining Company, in 1961 is het gebied aan de gemeenschap van Silverton geschonken. In 1975 opende er een Pionier-openluchtmuseum.